# 希法醫院救護車轟炸
希法醫院救護車轟炸發生於2023年11月3日以色列—哈馬斯戰爭的加沙圍城戰期間，以色列空襲擊中了正載運病患離開希法醫院的救護車車隊，造成15人死亡與60人受傷，參與車隊的巴勒斯坦紅新月會表示所有死者皆是平民。
以色列國防軍承認其對救護車隊發動空襲，並表示死者中有哈馬斯武裝分子，且車隊中其中一輛救護車為載運哈馬斯人員與武器。加薩衛生部否認將救護車用作任何軍事用途。華盛頓郵報分析影片指沒有發現隊中有著軍服人員或武器的跡象。世界衛生組織譴責這起空襲，人權觀察呼籲調查此襲擊是否構成戰爭罪行。